# Ramopa jezik
Ramopa jezik (ISO 639-3: kjx; kereaka, keriaka), jezik sjevernobugenvilske porodice, jedini predstavnik skupine keriaka, kojim govori 1 000 ljudi (Wurm and Hattori 1981) na sjeverozapadu otoka Bougainville (provincija Bougainville) u Papui Novoj Gvineji.
Nešto govornika služi se i tok pisinom.

## Vanjske poveznice
- Ethnologue (14th)
- Ethnologue (15th)